# Монсампиетро Морико
Монсампиѐтро Мо̀рико (на италиански: Monsampietro Morico, на местен диалект само Morico, Морико) е село и община в Централна Италия, провинция Фермо, регион Марке. Разположено е на 289 m надморска височина. Населението на общината е 700 души (към 2011 г.).
До 2004 г. общината е част от провинция Асколи Пичено, когато участва в новата провинция Фермо.